# Уборщица. История матери-одиночки
«Уборщица. История матери-одиночки» (англ. Maid) — американский драматический мини-сериал, снятый Молли Смит Метцлер на основе мемуаров Стефани Лэнд «Уборщица: тяжёлый труд, низкая оплата труда и воля матери выжить». Премьера состоялась 1 октября 2021 года на Netflix.

## Сюжет
Алекс (Маргарет Куэлли), молодая мама, которая уходит с двухлетней дочерью Мэдди от своего мужа Шона (Ник Робинсон). Попытки обустроить свою жизнь и жизнь двухлетней дочери постоянно разбиваются проблемными близкими Алекс — её бывшим мужем и психически больной матерью. Алекс тяжело работает, делает всё старательно и добросовестно, но не всё зависит от неё. Жизнь и близкие Алекс устраивают ей неприятные сюрпризы.

## В ролях

### Главные
- Маргарет Куэлли — Алекс, молодая мама
- Ник Робинсон — Шон, отец Мэдди, дочери Алекс[4]
- Аника Нони Роуз — Регина, богатая клиентка Алекс
- Трейси Вилар — Йоланда, шеф Алекс в Value Maids
- Билли Берк — Хенк, отец Алекс
- Энди Макдауэлл — Пола, мать Алекс

### Второстепенные
- Райла Невай Виттет — Медди, двухлетняя дочь Алекс и Шона
- Ксавье де Гузман — Итан, лучший друг Шона
- Раймонд Аблак — Нейт, знакомый Алекс
- BJ Harrison — Дениз, женщина, которая руководит убежищем для жертв домашнего насилия

### Приглашенные звезды
- Эйми Карреро — Даниэль, девушка из приюта для жертв домашнего насилия
- Можан Марно — Тара, адвокат Алекс
- Теодор Пеллерин — Уэйн

## Эпизоды
| № | Название                            | Режиссёр        | Автор сценария                     | Дата премьеры  |
| --- | ----------------------------------- | --------------- | ---------------------------------- | -------------- |
| 1 | «Магазин низких цен» «Dollar Store» | Джон Уэллс      | Молли Смит Метцлер                 | 1 октября 2021 |
| Алекс Рассел, молодая мать и начинающая писательница, живущая в Порт-Хэмпстеде, штат Вашингтон, посреди ночи бросает своего бойфренда-алкоголика Шона и забирает с собой их двухлетнюю дочь Мэдди. Оставшись без денег и вынужденная провести ночь в машине, Алекс приходит к социальной работнице, которая сообщает, что для получения субсидированного жилья необходима работа и даёт телефон Иоланды, владелицы службы уборки «Вэлью Мэйдс». Алекс поручает своей матери, взбалмошной художнице Поле, которая живет в фургоне своего бойфренда, посидеть с Мэдди, пока она отправляется на пароме на остров Фишер, где ей предстоит убираться в роскошном доме, принадлежащем Регине. Алекс падает в голодный обморок в середине смены; вернувшись на материк, она обнаруживает, что Пола вернула Мэдди на попечение Шона, не зная, что Алекс бросила его. Алекс возвращается в трейлер Шона и забирает Мэдди обратно, несмотря на его протесты. Звонит Иоланда и сообщает, что Регина не довольна тем, как Алекс убрала дом; Алекс решает вернуться, чтобы завершить работу, но по дороге они с Мэдди попадают в аварию. Алекс обращается за помощью к своему отцу Хэнку, который отвозит их на паромный терминал; Алекс вместе с Мэдди ожидает прибытия парома. |                                     |                 |                                    |                |
| 2 | «Пони» «Ponies»                     | Джон Уэллс      | Молли Смит Метцлер                 | 1 октября 2021 |
| Во флэшбэках показано, как Алекс впервые встретила Шона, читая в ресторане свои дневниковые записи. В настоящем времени с Алекс связывается адвокат Шона, который сообщает ей, что Шон подал срочную заявку в семейный суд, чтобы вернуть Мэдди под своё опекунство. Социальный работник советует Алекс поселиться в ближайшем приюте для жертв домашнего насилия. Находясь там, Алекс заводит дружбу с ещё одной постоялицей Даниэль. Судья удовлетворяет петицию Шона, возвращает ему Мэдди и через неделю назначает новое заседание по вопросу временной опеки. Даниэль, узнав, что Регина так и не заплатила Алекс за работу, помогает ей украсть собаку Регины, чтобы получить за неё выкуп. Регина поначалу возмущена и угрожает вызвать полицию, но Алекс называет её воровкой и рассказывает, что лишилась дочери; позже Алекс получает SMS от Иоланды о том, что Регина полностью расплатилась за уборку. Мэдди узнаёт, что Даниэль покинула приют, чтобы вернуться к своему бывшему; хозяйка приюта Дениз сообщает Алекс, что большинство женщин соглашаются остаться в приюте только после нескольких попыток. В своем дневнике Алекс рассказывает о том, что её отношения с Шоном испортились после того, как она решила родить Мэдди вместо того, чтобы сделать аборт. |                                     |                 |                                    |                |
| 3 | «Морское стекло» «Sea Glass»        | Нзингго Стюарт  | Маркус Гардли                      | 1 октября 2021 |
| Дениз отвозит Алекс к своему знакомому адвокату, который объясняет, что в штате Вашингтон суд не считает эмоциональное насилие домашним насилием, но она всё равно может добиться права на совместную опеку над Мэдди, если докажет свою финансовую стабильность. После особенно изнурительной смены Алекс застает Шона пьяным в баре с друзьями и обвиняет в том, что он не заботится о Мэдди. Алекс пытается получить подпись своей матери Полы в качестве свидетеля, признающего её пригодной для воспитания Мэдди, но Пола зациклена исключительно на своем искусстве, и в итоге между ними происходит ожесточенная ссора. Алекс узнает, что Шон не пришёл на работу; она обнаруживает его на берегу озера в состоянии алкогольного опьянения. Алекс напоминает ему, что они несут ответственность за Мэдди, и отвозит его домой; на следующий день Шон заявляет Алекс, что отказывается от требования об изъятии Мэдди и согласен на совместную опеку. Алекс и Мэдди приезжают в свою новую. социальную квартиру и обнаруживают, что Пола украсила рисунками спальню Мэдди. |                                     |                 |                                    |                |
| 4 | «Кашемир» «Cashmere»                | Нзингго Стюарт  | Ребекка Бранштеттер                | 1 октября 2021 |
| Знакомый Алекс Нейт, недавно разведённый и живущий на острове Фишер, предоставляет ей свою машину; Алекс благодарна, но вежливо отклоняет романтические ухаживания Нейта. В День благодарения Алекс работает в доме Регины, которая уехала с мужем отдохнуть на выходные. После окончания смены Алекс угощается вином Регины, примеряет её одежду и приглашает в дом Уэйна, найденного в приложении для знакомств Tinder. Однако в тот же вечер Регина возвращается домой, чувствуя себя несчастной после того, как муж попросил её о разводе. Регина рассказывает Алекс, что ей никак не удавалось зачать, поэтому они с мужем в попытке спасти неудачный брак завели ребенка с помощью суррогатной матери; Регина советует Алекс не позволять никому помыкать ею. Алекс размышляет в своем дневнике о том, что даже богатые люди часто бывают глубоко несчастны. Перед тем как забрать Мэдди у Шона, Алекс пишет Уэйну сообщение, в котором сообщает, что у неё есть дочь и что она работает уборщицей. |                                     |                 |                                    |                |
| 5 | «Вор» «Thief»                       | Лила Нойгебауэр | Колин Маккенна                     | 1 октября 2021 |
| У Алекс возникают трудности с оплатой детского сада для Мэдди; Мэдди заболевает из-за чёрной плесени в субсидированной квартире, и Алекс вынуждена съехать на время ремонта. Поскольку Шон не в состоянии заботиться о Мэдди, работая в две смены в баре, Алекс неохотно привозит Мэдди в дом своего отца Хэнка, который повторно женился и хочет помочь Алекс. Во время уборки дома в лесу, в котором некогда жил печально известный грабитель по прозвищу «Босяк Билли», Алекс ненадолго оказывается в ловушке в траншее и испытывает приступ паники. Позже она узнает, что её мать пропала; во время её поисков Алекс сталкивается с Даниэль и её бойфрендом, которая делает вид, что не узнаёт Алекс. После окончания уборки Алекс снова залазит в траншею в доме Босяка Билли и вспоминает, что они с матерью сбежали из дома, потому что Хэнк применял к Поле физическое насилие. Алекс немедленно забирает Мэдди из дома Хэнка и отправляется жить к Поле, которая вернулась в город после спонтанной свадьбы со своим парнем Бэзилом. |                                     |                 |                                    |                |
| 6 | «M» «М»                             | Хелен Шейвер    | Мишель Дениз Джексон               | 1 октября 2021 |
| Алекс ищет новое жильё, но не может найти арендодателей, согласных принять ваучеры ГПА. Алекс сближается с Региной, помогая собрать ей детскую кроватку, и делится с ней советами по воспитанию суррогатного ребёнка. Став свидетельницей халатности персонала детского сада, Алекс решает найти для Мэдди место получше. Нейт соглашается помочь пристроить Мэдди в дошкольное учреждение на Фишер-айленде, где Алекс узнаёт, что она сможет получить стипендию для нуждающихся, если предоставит доказательства своего проживания на острове. В конце концов Алекс находит дом на Фишер-айленде, хозяйки которого соглашаются вдвое уменьшить арендную плату в обмен на услуги Алекс по уходу за садом, а также разрешают Алекс использовать дом для празднования дня рождения Мэдди, которой исполняется три года. Однако Алекс вынуждена покинуть это жильё после того, как Шон напивается на вечеринке, а на следующее утро его обнаруживают спящим на диване в гостиной. Алекс и Мэдди временно переезжают в дом Нейта. |                                     |                 |                                    |                |
| 7 | «Сырная палочка» «String Cheese»    | Хелен Шейвер    | Ребекка Бранштеттер                | 1 октября 2021 |
| Иоланда отказывается давать дополнительные смены, поэтому Алекс приходит к клиентке Value Maids и предлагает уборку дома за меньшую плату. Алекс узнаёт, что Бэзил исчез вместе со своим фургоном и от своего имени заключил договор о сдаче в аренду дома Полы, оставив её без крова; Пола находит временный приют в доме Нейта. Однажды вечером Нейт признается в своих чувствах к Алекс, но Алекс не хочет отношений из-за их неравноправия. Их разговор прерывает Шон, который нашёл документы Полы по ипотеке; выясняется, что закладная просрочена и принадлежащий Поле дом вскоре отберёт банк. Алекс, Шон и Пола выслеживают Бэзила в казино, где узнают, что он мошенник и игроман, который проиграл все деньги, которые брал с жильцов за аренду дома. Расстроенная Пола вымещает свой гнев на Алекс, а во время остановки на заправке сбегает в неизвестном направлении. Алекс и Шон находят Полу при попытке проникнуть в свой дом; в результате она режет сухожилия на руках о разбитое стекло. «Скорая» отвозит Полу в больницу, а Шон утешает Алекс; они возвращаются в фургон Шона и занимаются сексом. |                                     |                 |                                    |                |
| 8 | «Идем ловить медведя» «Bear Hunt»   | Квин Тран       | Маркус Гардли и Молли Смит Метцлер | 1 октября 2021 |
| Нейт выгоняет Алекс из своего дома, узнав, что у неё был секс с Шоном, но разрешает ей оставить его машину. Алекс возвращается в фургон Шона вместе с Мэдди и узнаёт, что Шон учится столярному делу у Хэнка, который также является спонсором Шона в Анонимных алкоголиках. Во время уборки в доме Регины Алекс звонит представитель Университета Монтаны и сообщает, что она может подать повторную заявку на получение стипендии, если пришлёт новое эссе; Алекс набирает на компьютере Регины свои дневниковые записи. Иоланда увольняет Алекс за кражу клиента у Value Maids; однако Регина, настаивает, чтобы Алекс продолжила убираться, и предлагает ей три смены в неделю и проездной на паром. Алекс узнает, что Бэзил забрал Полу из психиатрической клиники. Находясь на свадьбе своей подруги, Алекс с радостью узнает, что её приняли в университет, но Шон приходит в ярость от того, что она собирается увезти Мэдди в Монтану. На следующее утро Алекс выясняет, что Шон вернул Нейту машину. Оказавшись в ловушке, Алекс погружается в пучину отчаяния. |                                     |                 |                                    |                |
| 9 | «Небесно-голубой» «Sky Blue»        | Джон Уэллс      | Колин Маккенна                     | 1 октября 2021 |
| Алекс проводит несколько дней в трейлере Шона в глубокой депрессии, а Шон вновь начинает пить каждый день. Однажды вечером к ним на ужин приходит Хэнк; когда Алекс пытается уйти, Шон силой приказывает ей сесть за стол на глазах у Хэнка, который не вмешивается. Вскоре после этого Шон возвращается домой пьяным после увольнения с работы в баре и в ярости разбивает вазу, едва не задев Алекс. Алекс обнаруживает, что перепуганная Мэдди прячется в шкафу, и решает бежать. Она обращается к Регине, чтобы та отвезла её в приют для жертв домашнего насилия. Дениз выдаёт Алекс бесплатную одежду и новый телефон. Регина, прочитав дневник Алекс, оставленный ею во время уборки, и впечатлившись её писательским талантом, сводит Алекс с влиятельным семейным адвокатом Тарой, которая может гарантировать, что Алекс получит опеку над Мэдди и уедет в колледж. Алекс зарабатывает приличные деньги, убирая дома барахольщиков, подает заявку на жилье и финансовую помощь в Мизуле и покупает новую машину. Она подает Шону уведомление о переезде, но Шон не хочет отказываться от совместной опеки над Мэдди и решает обратиться в суд. Алекс встречается со своей матерью, которая теперь продает картины на блошином рынке со своим новым бойфрендом Микой, и сообщает ей, что собирается в колледж. После этого она следует за машиной Полы и обнаруживает, что Пола стала бездомной. |                                     |                 |                                    |                |
| 10 | «Щелчки» «Snaps»                    | Джон Уэллс      | Молли Смит Метцлер                 | 1 октября 2021 |
| Адвокат Алекс Тара сообщает ей, что Шон отклонил ходатайство Алекс об экстренной опеке над Мэдди, поскольку нет доказательств жестокого обращения, и что если Алекс проиграет дело в суде, она не сможет выехать с Мэдди из штата. Алекс поручает Поле в качестве нейтрального наблюдателя проследить за одобренной судом 4-часовой встречей Шона с Мэдди. Алекс навещает Хэнка и просит дать показания о том, что Шон подвергал её эмоциональному насилию, но Хэнк отказывается помочь, вместо этого сочувствуя борьбе Шона с алкоголизмом. Шон признаётся, что во время встречи сорвался и накричал на Мэдди, он также говорит, что не хочет вредить Мэдди и передает Алекс полную опеку. Пола заявляет о желании переехать с Алекс в Монтану, но на следующий день отказывается, предпочтя остаться с Микой, и желает Алекс удачи в новой жизни. Алекс и Мэдди приезжают в Мизулу, наконец-то обретя долгожданную свободу. |                                     |                 |                                    |                |

## Производство
20 ноября 2019 года Netflix заказал производство мини-сериала на основе мемуаров-бестселлера «Тяжелый труд, низкая оплата и желание матери выжить», которые написала Стефани Лэнд и издал «Нью-Йорк таймс». Сериал создала Молли Смит Метцлер, которая также была исполнительным продюсером вместе с Джоном Уэллсом, Эрин Джонтоу, Марго Робби, Томом Акерли, Бреттом Хэдблом и Стефани Лэнд. Компании, вовлеченные в съемку сериала: John Wells Productions, LuckyChap Entertainment и Warner Bros. Television. Среди режиссёров сериала были Джон Уэллс, Нзингга Стюарт, Лила Нойгебауэр, Хелен Шейвер и Квин «Q» Тран. Мини-сериал вышел 1 октября 2021 года.

## Награды и номинации
| Награда                        | Дата вручения   | Категория                                                               | Номинанты и получатели                                                                   | Результат | П.     |
| ------------------------------ | --------------- | ----------------------------------------------------------------------- | ---------------------------------------------------------------------------------------- | --------- | ------ |
| Премия «Золотой глобус»        | 9 января 2022   | Лучший мини-сериал или телефильм                                        | «Уборщица. История матери-одиночки»                                                      | Номинация | [ 7 ]  |
| Премия «Золотой глобус»        | 9 января 2022   | Лучшая актриса в мини-сериале или телефильме                            | Маргарет Куэлли                                                                          | Номинация | [ 7 ]  |
| Премия «Золотой глобус»        | 9 января 2022   | Лучшая актриса второго плана в мини-сериале, телесериале или телефильме | Энди Макдауэлл                                                                           | Номинация | [ 7 ]  |
| Премия Гильдии киноактёров США | 27 февраля 2022 | Лучшая женская роль в телефильме или мини-сериале                       | Маргарет Куэлли                                                                          | Номинация | [ 8 ]  |
| Выбор телевизионных критиков   | 13 марта 2022   | Лучший мини-сериал                                                      | «Уборщица. История матери-одиночки»                                                      | Номинация | [ 9 ]  |
| Выбор телевизионных критиков   | 13 марта 2022   | Лучшая женская роль в мини-сериале или фильме                           | Маргарет Куэлли                                                                          | Номинация | [ 9 ]  |
| Премия Гильдии сценаристов США | 20 марта 2022   | Длинная форма — адаптация                                               | Бека Бранстеттер, Маркус Гардли, Мишель Дениз Джексон, Колин МакКенна, Молли Смит Мецлер | Победа    | [ 10 ] |
| Премия «Спутник»               | 2 апреля 2022   | Лучший мини-сериал                                                      | «Уборщица. История матери-одиночки»                                                      | Ожидается | [ 11 ] |